# Kreatinin
Kreatinin – in der internationalisierten Schreibweise Creatinin – ist ein Stoffwechselprodukt. Es bildet sich als stark basisches Amid (Lactam) aus der Säure Kreatin in wässriger Lösung und im Muskelgewebe irreversibel. Im Körper ist es ein harnpflichtiges Stoffwechselprodukt, muss also über die Nieren und den Urin ausgeschieden werden. Das schrieben schon 1856 Carl Ludwig in seinem Lehrbuch und 1866 auch der Brockhaus.

## Kreatinin als Stoffwechselparameter
Kreatinin ist ein wichtiger Nierenretentionsparameter in der Labormedizin. Es wird mit dem Urin mit einer relativ konstanten Rate von 1,0 bis 1,5 g pro 24 h ausgeschieden, größtenteils glomerulär, bei hohen Plasmawerten (von Serumkreatinin) teilweise auch aktiv tubulär. Die Ausscheidungsrate ist jedoch eine individuelle Konstante, die insbesondere von der Muskelmasse und vom Alter abhängig und somit medizinisch eher zur Verlaufskontrolle geeignet ist. Typische Werte für die Ausscheidungsrate sind 21 bis 27 mg/kg in 24 h für ein Alter zwischen 20 und 30 Jahren, 6 bis 13 mg/kg in 24 h für ein Alter von über 90 Jahren.
Zahlreiche im Urin bestimmte Parameter werden auf die ausgeschiedene Kreatininmenge bezogen. Dieser Kreatininbezug eignet sich aber nicht für alle Stoffe.

## Filtrative Nierenfunktion
Der Blutplasmaspiegel liegt bei zirka 0,7 mg/100 ml (50 bis 120 μmol/l), hängt aber auch von Faktoren wie Muskelmasse, körperlicher Aktivität, Lebensalter, Geschlecht und Nierenfunktion ab. Wichtig zur Beurteilung der Nierenfunktion ist, dass der Kreatininwert erst bei einer Einschränkung der glomerulären Filtrationsrate (GFR) von über 50 % deutlich ansteigt beziehungsweise erst dann signifikant wird. Damit schließt ein „normaler“ Kreatininwert eine beginnende Niereninsuffizienz nicht aus. Einen so genannten kreatininblinden Bereich gibt es jedoch nicht.
In der Labormedizin bestimmt man die Kreatinin-Clearance, d. h. die Kreatininausscheidung über die Nieren (renale Clearance). Damit erhält man einen zuverlässigeren Parameter zur Einschätzung der Nierenfunktion als den bloßen Plasmaspiegel von Kreatinin. Die Kreatinin-Clearance ist dasjenige Plasmavolumen, welches pro Zeitspanne von Kreatinin befreit wird; sie ist näherungsweise mit der GFR identisch. Kreatinin wird tubulär nicht rückresorbiert, das heißt, praktisch jedes filtrierte Molekül erscheint letztlich im Harn. Da die Plasmakonzentration von Kreatinin nicht konstant ist (s. o.), wird neben dem 24-Stunden-Sammelurin auch eine venöse Blutprobe benötigt, um die glomeruläre Clearance von Kreatinin bestimmen zu können.
Die Annahme, dass Kreatinin tubulär nicht rückresorbiert wird, gilt nur für ausreichend hydrierte Personen. Bei jedem absoluten oder relativen Flüssigkeitsmangel im Sinne einer Exsikkose vergrößern die Tubuli kompensatorisch die Rückresorptionsquote des Primärharns (=GFR) mit allen darin gelösten Stoffen bis hin zur Oligurie oder Anurie. Das gilt auch für Kreatinin. Außerdem steht bei der Anurie kein Sammelurin für eine Analyse zur Verfügung. Bei der Oligoanurie kann die GFR valide also mit keinem Verfahren bestimmt werden; die einzige Ausnahme ist Cystatin C. Cystatin C wird bei jeder Dehydrierung und bei jeder Herzinsuffizienz zwar ebenfalls vermehrt tubulär rückresorbiert, dann aber noch in den Tubuli vollständig zerstört, erscheint also nicht mehr im Blut. Es gibt zahlreiche GFR-Schätzformeln, die nach dem Plasmaspiegel von Cystatin C fragen; die einfachste lautet GFR = 80/Cys.
Eine einfachere, aber ungenauere Abschätzung der GFR ist durch die alleinige Bestimmung der Plasmakreatininkonzentration gegeben.
Dabei macht man sich eine nichtlineare Beziehung zwischen GFR und der Konzentration im Blutplasma zunutze. Sowohl in die Formel von Donald William Cockcroft und Matthew Henry Gault aus dem Jahre 1975 (Cockcroft-Gault-Formel) als auch in die aktuelleren von Mawer, Björnsson, Hull und Martin gehen des Weiteren noch Geschlecht, Alter und Körpergewicht ein. Die 1999 von der Modification of Diet in Renal Disease Study Group (MDRD) entwickelte Formel verzichtet auf eine Einbeziehung des Körpergewichts, fragt aber nach der Hautfarbe mit Bezug zur Körperoberfläche. Bei Kindern sind die Schwartz-Formel oder die Counahan-Barratt-Formel zur Berechnung der GFR geeignet.
Alle kreatininbasierten GFR-Schätzformeln liefern bei sehr großen und sehr kleinen Plasmakreatininspiegeln falsche Ergebnisse. Der Kreatininspiegel ist abhängig von der Muskelaktivität und vom Blutvolumen. Beispielsweise führen eine Rhabdomyolyse oder Leistungssport zu sehr großen und andererseits eine hohe Querschnittslähmung mit Hyperhydratation zu sehr kleinen Plasmakreatininspiegeln. Irrtümlich werden dann eine Nierenkrankheit oder im Gegenteil eine überdurchschnittliche Nierengesundheit vorgetäuscht. Auch Arzneimittel können den Kreatininspiegel beeinflussen, so wird dieser beispielsweise durch Opiate und Diuretika erhöht.

## Kreatinin-Ausscheidung
Die Ausscheidung von Kreatinin findet über die Niere statt.
Ein Maß für die Ausscheidung über die Niere (lateinisch ren) ist die renale Clearance.
Bei der Bestimmung mittels Sammelurin wird die Kreatinin-Clearance wie folgt berechnet:
{\displaystyle C_{\mathrm {Cr} }={\frac {U_{\mathrm {Cr} }\cdot V_{\text{Urin}}}{S_{\mathrm {Cr} }\cdot {\text{Zeit}}}}}
mit
{\displaystyle C_{\mathrm {Cr} }}: Kreatinin-Clearance in ml/min
{\displaystyle U_{\mathrm {Cr} }}: Urin-Kreatinin in mg/dl
{\displaystyle V_{\text{Urin}}}: Harnvolumen in ml
{\displaystyle S_{\mathrm {Cr} }}: Serum-Kreatinin in mg/dl
Zeit: Sammelzeit, meist in Minuten angegeben.
Die Cockcroft-Gault-Formel ermöglicht eine Abschätzung auf Basis des Serumkreatinins nur bei Erwachsenen und eignet sich für die Verfolgung einer veränderten glomerulären Filtration unter Pharmakotherapie:
{\displaystyle C_{\mathrm {Cr} }={\frac {(140-{\text{Alter}})\cdot {\text{Gewicht}}}{72\cdot S_{\mathrm {Cr} }}}\cdot (0{,}85{\text{ falls weiblich}})}
mit
{\displaystyle C_{\mathrm {Cr} }}, {\displaystyle S_{\mathrm {Cr} }}: siehe oben
Alter: Alter in Jahren
Gewicht: Körpergewicht in kg.
Weitere an spezifische Bedingungen geknüpfte Algorithmen sind in Umlauf. In folgenden Fällen kann die Kreatinin-Clearance erniedrigt sein:
- Nierenerkrankungen
- Nierenschäden durch Flüssigkeitsverluste (Durchfall, Erbrechen, Dürsten, Schock)
- Exzessive Fleischzufuhr
- Längere körperliche Arbeit vor der Blutabnahme

Und in diesen zu hoch:
- In der Frühphase des Diabetes mellitus
- Während der Schwangerschaft

## Bestimmung
Zur Serumgewinnung wird die entnommene Blutprobe zentrifugiert, dann gibt es zwei Möglichkeiten zur Kreatininbestimmung:
Das Serumkreatinin kann dann mittels eines kinetischen Farbtests nach der Jaffé-Methode bestimmt werden: Die Jaffé-Reaktion beruht auf einer gepufferten kinetischen Reaktion ohne Deproteinisierung (Enteiweißung). In alkalischer Lösung reagiert Kreatinin mit Pikrat und bildet einen gelbroten Komplex. Die Färbung führt zu einer Extinktionszunahme bei 512 nm und ist direkt proportional zur Kreatinin-Konzentration in der Probe. Serum- und Plasmaproben enthalten u. a. Proteine, die bei der Jaffé-Methode unspezifisch mitreagieren. Zur Korrektur der unspezifischen Färbung werden deshalb von den ermittelten Werten jeweils 0,3 mg/dl (26,5 μmol/l) abgezogen.
Genauere enzymatische Bestimmungsmethoden der Serumkreatinin-Konzentration mit Kreatininase (= Kreatinin-Amidohydrolase, EC 3.5.2.10) oder die Kreatinin-Deaminase (Kreatinin-Iminohydrolase, EC 3.5.4.21) haben sich nicht durchgesetzt. Eine einfache Teststreifen-Methode steht inzwischen auch zur Verfügung.

## Quantifizierung
Die Bestimmung des Kreatiningehaltes in Lebensmitteln mit Muskelfleischanteil kann photometrisch erfolgen. Dazu wird die Probe zunächst sauer aufgearbeitet, um vorhandenes Kreatin in Kreatinin zu cyclisieren. Die dabei in Nebenreaktionen entstehenden Maillard-Produkte (z. B. Hydroxymethylfurfural) stören die photometrische Bestimmung und werden daher mittels Säulenchromatographie und Etherextraktion abgetrennt. Anschließend wird das Kreatinin mit Pikrinsäure in alkalischem Milieu umgesetzt, wobei ein Meisenheimer-Komplex entsteht, der photometrisch bestimmt werden kann.